# Episodi di June Allyson Show (seconda stagione)
La seconda stagione della serie televisiva June Allyson Show (The DuPont Show with June Allyson) è andata in onda negli Stati Uniti dal 29 settembre 1960 al 3 aprile 1961 sulla CBS.
| nº | Titolo originale                      | Prima TV USA      | Titolo italiano | Prima TV Italia |
| -- | ------------------------------------- | ----------------- | --------------- | --------------- |
| 1  | The Lie                               | 29 settembre 1960 |                 |                 |
| 2  | The Dance Man                         | 6 ottobre 1960    |                 |                 |
| 3  | Dark Fear                             | 13 ottobre 1960   |                 |                 |
| 4  | The Test                              | 20 ottobre 1960   |                 |                 |
| 5  | Play Acting                           | 27 ottobre 1960   |                 |                 |
| 6  | The Women Who                         | 3 novembre 1960   |                 |                 |
| 7  | I Hit and Ran                         | 10 novembre 1960  |                 |                 |
| 8  | Love on Credit                        | 17 novembre 1960  |                 |                 |
| 9  | The Visitor                           | 24 novembre 1960  |                 |                 |
| 10 | A Thief or Two                        | 1º dicembre 1960  |                 |                 |
| 11 | Emergency                             | 8 dicembre 1960   |                 |                 |
| 12 | The Desperate Challenge               | 15 dicembre 1960  |                 |                 |
| 13 | Silent Panic                          | 22 dicembre 1960  |                 |                 |
| 14 | End of a Mission                      | 2 gennaio 1961    |                 |                 |
| 15 | The Defense Is Restless               | 9 gennaio 1961    |                 |                 |
| 16 | The Guilty Heart                      | 16 gennaio 1961   |                 |                 |
| 17 | An Affair in Athens                   | 23 gennaio 1961   |                 |                 |
| 18 | School of the Soldier                 | 30 gennaio 1961   |                 |                 |
| 19 | Without Fear                          | 6 febbraio 1961   |                 |                 |
| 20 | A Great Day for a Scoundrel           | 13 febbraio 1961  |                 |                 |
| 21 | The Old-Fashioned Way                 | 20 febbraio 1961  |                 |                 |
| 22 | The Moth                              | 27 febbraio 1961  |                 |                 |
| 23 | The Haven                             | 6 marzo 1961      |                 |                 |
| 24 | The Man Who Wanted Everything Perfect | 13 marzo 1961     |                 |                 |
| 25 | The Secret Life of James Thurber      | 20 marzo 1961     |                 |                 |
| 26 | Our Man in Rome                       | 27 marzo 1961     |                 |                 |
| 27 | Death of the Temple Bay               | 3 aprile 1961     |                 |                 |

## The Lie
- Prima televisiva: 29 settembre 1960
- Diretto da: Paul Henreid
- Scritto da: A. J. Carothers

### Trama
- Guest star: Judson Pratt, Stanja Lowe, June Allyson (Janet Ramsey), Mark Damon (Cliff White), Mollie Glessing, Paul Lazell, Carol Eve Rossen

## The Dance Man
- Prima televisiva: 6 ottobre 1960
- Diretto da: Arthur Hiller
- Scritto da: A. J. Carothers

### Trama
- Guest star: Robert Nash (Jacobs), Dodie Heath (Naomi), Maxine Stuart (Marion Carter), Dean Stockwell (Johnny Perry), Anne Baxter (Louise), Charles Victor (Frank Constantine)

## Dark Fear
- Prima televisiva: 13 ottobre 1960

### Trama
- Guest star: Al Freeman Jr. (Taxi Man), Joseph Cotten (Charles Lawrence), Juanita Moore (Rosanna), Dabbs Greer (dottor Meeker), Ken Renard (Voodoo Man)

## The Test
- Prima televisiva: 20 ottobre 1960

### Trama
- Guest star: June Allyson (Ruth Taylor), Eduard Franz (Jules Silberg), Robert Knapp (Barney Taylor)

## Play Acting
- Prima televisiva: 27 ottobre 1960

### Trama
- Guest star: Steve Allen (dottor Ben Ellison), Helen Brown (Mattie Tolman), Dennis Olivieri (Johnny Henning), Rhys Williams (Russell)

## The Women Who
- Prima televisiva: 3 novembre 1960

### Trama
- Guest star: Peg La Centra (Newswoman), Van Johnson (Joe Robertson), Charles Watts (giudice Tyler), Don Rickles (reporter), John Alvin (fotografo), Cyril Delevanti (vecchio), H. M. Wynant (Jerry Matz)

## I Hit and Ran
- Prima televisiva: 10 novembre 1960

### Trama
- Guest star: James Gregory (John Kramer), Frank Gerstle (ufficiale di polizia), Stephen Talbot (Ronnie Kramer), Lucy Prentis (Edith Kramer), Ted de Corsia (Judson), David White (Ralph)

## Love on Credit
- Prima televisiva: 17 novembre 1960

### Trama
- Guest star: James Best (Jovan Wilanskov), Carolyn Jones (Lena Murchak), Jack Mullaney (Jerry)

## The Visitor
- Prima televisiva: 24 novembre 1960

### Trama
- Guest star: Jess Kirkpatrick (Joe), Hollis Irving (Sally), Max Slaten (Charlie), Gene Lyons (Donald Kelner), Katharine Bard (Ann Kelner), Harry Townes (Rudolph Miller)

## A Thief or Two
- Prima televisiva: 1º dicembre 1960

### Trama
- Guest star: Jeff Donnell (Millie Moon), Donald Buka (Wheeler), Anne Helm (Linda Moon), Douglass Dumbrille (Warden), Lew Ayres (Howard Moon), David White (Wells)

## Emergency
- Prima televisiva: 8 dicembre 1960

### Trama
- Guest star: James Komack (dottor Franklin), Christian Haren (assistente/ addetto), Robert F. Simon (dottor Philip Harvell), Celia Lovsky (infermiera Schmidt), Claire Griswold (Ellen Harvell), Robert Vaughn (dottor Collins)

## The Desperate Challenge
- Prima televisiva: 15 dicembre 1960

### Trama
- Guest star: June Allyson (Carol Evans), Russell Johnson (Tom Richards), John Lasell (Wilkins)

## Silent Panic
- Prima televisiva: 22 dicembre 1960

### Trama
- Guest star: David Manley, Bert Freed (tenente), Lew Gallo, John Banner, Henry Beckman, Bill Marx (Young Stranger), Harpo Marx (Dummy), Ernest Truex (Daniel)

## End of a Mission
- Prima televisiva: 2 gennaio 1961

### Trama
- Guest star: Lili Darvas (nonna), Richard Bakalyan (tenente), Michel Petit (Claude), Steve Forrest (maggiore Anderson), Gilchrist Stuart (Briefing Officer)

## The Defense Is Restless
- Prima televisiva: 9 gennaio 1961

### Trama
- Guest star: June Allyson (Joanna Burnham), John Lasell (Stewart Church), Naomi Stevens (Edna Vogeler)

## The Guilty Heart
- Prima televisiva: 16 gennaio 1961

### Trama
- Guest star: James Franciscus (Tom Grover), Irene Hervey, Susan Kohner (Clare Anderson), Maxine Stuart (Agnes McCutcheon)

## An Affair in Athens
- Prima televisiva: 23 gennaio 1961

### Trama
- Guest star: June Allyson (Betty Allen), Michael Davis (Theseus Kamares)

## School of the Soldier
- Prima televisiva: 30 gennaio 1961

### Trama
- Guest star: Lee J. Cobb (capitano Maximillian Gault), Lonny Chapman (soldato Jud Baker), Stephen Joyce (Wounded Soldier), George Ives (colonnello), Hal Baylor (caporale Clem Macready), Dick York (tenente James Whitney)

## Without Fear
- Prima televisiva: 6 febbraio 1961

### Trama
- Guest star: June Allyson (Eleanor Baldwin), Edward Binns (colonnello Robert Baldwin), Dennis Olivieri (David Baldwin), Alan Reed Jr. (cadetto Harry Baldwin)

## A Great Day for a Scoundrel
- Prima televisiva: 13 febbraio 1961

### Trama
- Guest star: Henry Beckman (ufficiale di polizia), John Abbott (professore Brent), Hans Conried (David Brent), George Brenlin (Hank Bowers), K.T. Stevens (Lorraine Miller)

## The Old-Fashioned Way
- Prima televisiva: 20 febbraio 1961

### Trama
- Guest star: June Allyson (Elsa Wilson), Charles Lane (dottor Shelley), Dick Shawn (Charlie Wilson), Rebecca Welles (Polly)

## The Moth
- Prima televisiva: 27 febbraio 1961

### Trama
- Guest star: June Allyson (Stephanie Cate), Janine Grandel (Sorella Marie), Joe Maross (Howard Cate), Michel Petit (Philippe)

## The Haven
- Prima televisiva: 6 marzo 1961

### Trama
- Guest star: Ralph Bellamy (Willard Mitchell), Patricia Breslin (Anne Mitchell), John Carlyle (Matt Daly), Paul Fix (dottor Abel)

## The Man Who Wanted Everything Perfect
- Prima televisiva: 13 marzo 1961

### Trama
- Guest star: Naura Hayden (Elsie), June Allyson (Ann Larson), Eileen Ryan (Miss Spencer), Russell Nype (Andrew Harwell), Diana Spencer (Laura)

## The Secret Life of James Thurber
- Prima televisiva: 20 marzo 1961

### Trama
- Guest star: Orson Bean (John Monroe), Adolphe Menjou (Fitch), Sue Randall (Ellen Monroe)

## Our Man in Rome
- Prima televisiva: 27 marzo 1961

### Trama
- Guest star: Leanna Luby (Marchesa), Eugenie Leontovich (Maria Louise), Al Ruscio (Giuseppe), Jack Mullaney (Philip Roberts), Tommy Andre (Pio), Rossano Brazzi (Count Vittorio), Barry Gordon (Pepe), John Sebastian (Valenti)

## Death of the Temple Bay
- Prima televisiva: 3 aprile 1961

### Trama
- Guest star: Lloyd Bridges (capitano Anderson)